# Jan Petráň
Jan Petráň (9. září 1924 Zahořany – 12. července 1997) byl český fotbalový brankář a reprezentant Československa.

## Hráčská kariéra
Za československou reprezentaci odehrál 7. prosince 1952 jedno utkání proti Albánii, ve kterém byl reprezentací pověřen tehdy druholigový tým Spartak Stalingrad (dobový název Bohemians). Chytal za druholigové mužstvo ZSJ Chemik Semtín a na toto utkání byl zapůjčen.